# The Lion King: Simba’s Mighty Adventure
The Lion King: Simba’s Mighty Adventure — платформер 2000 года, основанный на анимационном фильме «Король Лев» 1994 года. Разработан компанией Paradox Development для PlayStation и Torus Games для Game Boy Color; издателем выступила компания Activision. В отличие от предыдущей видеоигры по «Королю Льву», данная игра точнее следовала сюжету фильма и продолжала историю анимационного фильма «Король Лев 2: Гордость Симбы» 1998 года, где Симба спасает свою дочь Киару (главную героиню «Короля Льва 2: Гордость Симбы») и в финале противостоит Зире.
Эта игра стала единственным консольным платформером, связанным с «Королём Львом 2: Гордость Симбы». Все остальные игры, основанные на данном фильме, были образовательными или головоломками и выпускались только на персональных компьютерах.

## Игровой процесс
Версии игры различаются.

### Game Boy Color
Игра преимущественно представляет собой платформер с боковой прокруткой, хотя некоторые уровни выполнены с видом сверху. Игровой процесс во многом схож с первой видеоигрой The Lion King, где игрок управляет Симбой, прыгая и перемещаясь между платформами, сражаясь с противниками и избегая ловушек. Во время прохождения уровней Симба может собирать жетоны в форме отпечатков лап, которые увеличивают общий счёт.
Игра поддерживает аксессуар Game Link Cable для соединения устройств.

### PlayStation
В версии PlayStation игровой процесс более разнообразен. Способности Симбы такие же как и в оригинальной игре.

## Графика и звук

### Game Boy Color
В версии Game Boy Color была использована лишь одна музыкальная композиция. Графика была заимствована из оригинальной игры.

### PlayStation
В версии PlayStation была использована музыка из оригинального фильма. Между уровнями были вставлены клипы из мультфильмов.

## Отзывы
| Иноязычные издания | Иноязычные издания      |
| Издание            | Оценка                  |
| ------------------ | ----------------------- |
| 4Players           | 68/100 (PS1)            |
| AllGame            | 3/5 (PS1)               |
| IGN                | 4.0/10 (PS1)            |
| Jeuxvideo.com      | 16/20 (GBC) 11/20 (PS1) |
| Nintendo Power     | 4.5/5 (GBC)             |
| Gamezilla          | 62/100 (PS1)            |

### Game Boy Color
Журнал Nintendo Power дал игре положительную оценку, отметив качественный дизайн уровней, однако указал, что некоторые прыжки требуют излишне точного выполнения. Портал Jeuxvideo.com положительно оценил графику и управление, но охарактеризовал музыкальное сопровождение как однообразное. Ресурс Gamekult высоко оценил графику, анимацию и дизайн уровней, при этом раскритиковав повторяющуюся музыку и отметив, что игра слишком короткая.

### PlayStation
Рецензент IGN отметил: «Главная проблема игры заключается в крайне медлительном и неотзывчивом управлении […]». Jeuxvideo.com выразил разочарование версией для PlayStation после отличной версии для Game Boy Color. Графика была признана посредственной, а управление — неудовлетворительным. AllGame дал положительную оценку, указав: «Качественная графика и хорошее управление являются её сильными сторонами, а обыденный игровой процесс и некоторые проблемы с перспективой — недостатками». Ресурс Gamezilla подытожил: «Это не ужасная игра для покупки, но приобретать её стоит, вероятно, только по сниженной цене». 4Players сравнил игру не в её пользу с Crash Bandicoot и Rayman.